# American Airlines-vlucht 191

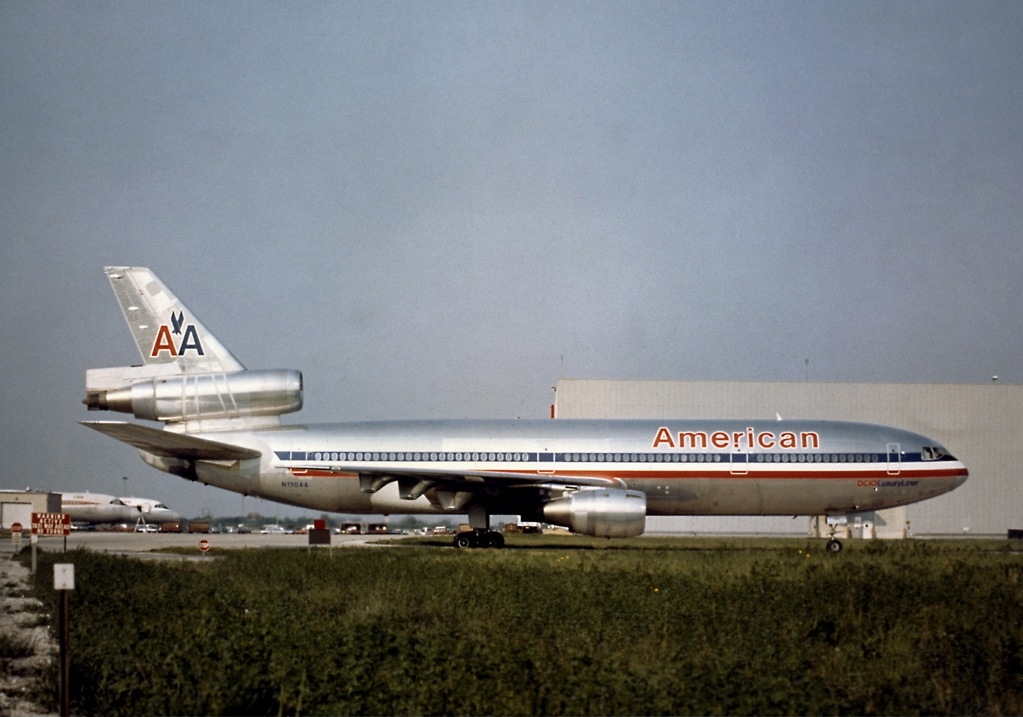
N110AA, het vliegtuig betrokken bij de crash, gefotografeerd in 1974 op Chicago O'Hare Int'l Airport

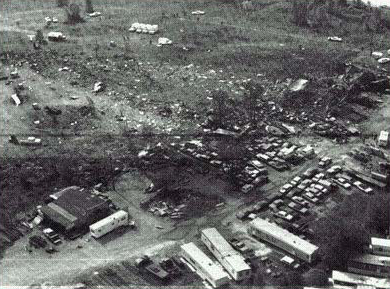
Crash site van American Airlines Flight 191

American Airlines-vlucht 191 was de naam van een vlucht van een DC-10-toestel van de Amerikaanse luchtvaartmaatschappij American Airlines.
Deze vlucht vond plaats op 25 mei 1979, waarbij het toestel tijdens het opstijgen vanaf O'Hare International Airport in Chicago de linker motor en een stuk van een vleugel verloor. Als gevolg hiervan raakten de hydraulische leidingen beschadigd en stortte het toestel 31 seconden na de start bijna neer op een woonwagenkamp. Alle 271 inzittenden, plus twee mensen op de grond, kwamen bij de crash om het leven.
Langdurig onderzoek door de National Transportation Safety Board (NTSB) wees uit dat de oorzaak lag bij slecht uitgevoerd onderhoud aan de motor, acht weken eerder. Bij een motoronderhoud moest, volgens de fabrikant, de motor losgemaakt worden van de pylon. De onderhoudsdienst van de luchtvaartmaatschappij gebruikte een andere techniek die tot 200 manuren bespaarde per vliegtuig. Ze maakte de pylon los met de motor eraan. Achteraf moest de motor met pylon exact uitgelijnd worden onder de vleugel om deze opnieuw te bevestigen. Hier ging het mis: bij het positioneren van de motor en pylon met een vorkheftruck werd er te veel druk gezet op de pylonophanging waardoor die beschadigd geraakte.
Na herhaaldelijke keren belast te worden tijdens de volgende vluchten ontstonden er haarscheuren. Die zorgden uiteindelijk voor het afbreken van de pylon met motor tijdens de fatale vlucht.
Ten gevolge van de schade aan de vleugel rolde het vliegtuig (112 graden) naar links en stortte neer.
Als gevolg van dit onderzoeksresultaat werden de onderhoudseisen voor vliegtuigen sterk aangescherpt.